# Mesa de Catujanos
La Mesa de Catujanos; también llamada “Mesa de Cartujanos”, es una meseta ubicada en los municipios de Candela, en el estado de Coahuila y Lampazos de Naranjo en el estado de Nuevo León. La mesa se levanta más de 500 metros sobre las Llanuras de Coahuila y Nuevo León, el punto más alto alcanza los 880 m s. n. m.. El nombre “Cartujanos” es una deformación de “Catujanos”, nombre de una tribu que habitaba la región.

## Clima
La temperatura media anual es de 26 °C, el mes más caluroso es junio con temperatura promedio de 34 °C, y el más frío es diciembre con 15 °C. La precipitación media anual es de 561 milímetros, el mes más húmedo es septiembre con un promedio de 168 mm de precipitación y el más seco es febrero, con 15 mm de precipitación.

## Historia

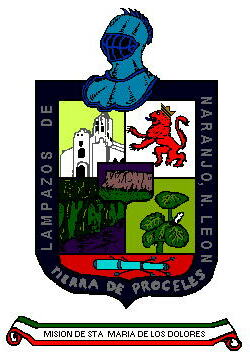
Mesa de Catujanos en el escudo de Lampazos de Naranjo

La meseta primero fue habitada por indios que hicieron pinturas rupestres y a quienes los españoles llamaron “Catujanos”.
En 1669, la meseta es mencionada por primera vez en escritos del diarista español Juan Bautista de Chapa, compañero del capitán Alonso de León.
En el siglo XIX se construyó una hacienda con una capilla de arquitectura estilo irlandés, que fue propiedad de Don Santiago Vidaurri; controvertido personaje de la historia nacional, gobernador del Estado de Nuevo León y Coahuila y cuyos restos descansan en la capilla junto a los de otros familiares.
Al poniente de la meseta fue construido el fuerte “El Alamito”, en sus paredes todavía pueden verse impactos de bala.
La Mesa de Catujanos está representada en el escudo municipal de Lampazos de Naranjo.
Actualmente la hacienda es propiedad privada y se encuentra en buen estado de conservación.